# AustriaN Newspapers Online
AustriaN Newspapers Online ANNO – przedsięwzięcie realizowane od 2003 roku przez Austriacką Bibliotekę Narodową, którego celem jest digitalizacja i udostępnienie czasopism z lat 1568-1952.

## Historia
ANNO zostało zaprezentowane latem 2003 roku podczas konferencji IFLA w Berlinie. Obejmuje czasopisma z lat 1568-1952. Obecnie (2024) jest dostępne 27 milionów stron gazet i czasopism.
Od 2010 roku Austriacka Biblioteka Narodowa realizuje projekt digitalizacji w partnerstwie publiczno-prywatnym z Google. W ramach współpracy digitalizacją objęto nie tylko książki, ale również czasopisma i gazety. Są one udostępniane w ANNO. Materiały zeskanowane przez Google są opatrzone logo firmy, a informacja o prawach firmy jest umieszczona w Informationen zur Zeitung. Wykorzystanie komercyjne tych materiałów jest płatne. Wszystkie materiały udostępnione w ANNO są dostępne bezpłatnie, a Austriacka Biblioteka Narodowa nie rości sobie do nich praw autorskich. Można je wykorzystywać pod warunkiem podania źródła informacji, w przypadku zdjęć należy je opatrzyć dopiskiem „dzięki uprzejmości ANNO/Austriackiej Biblioteki Narodowej”.
Projekt obejmuje gazety i czasopisma publikowane w Austrii i w  jej historycznych granicach dlatego znajdziemy tu również czasopisma w języku polskim (do 1918 roku). Dostępne są między innymi roczniki 1885–1918 Kuriera Lwowskiego. Najnowszą publikacją, dodaną w 2023 roku jest Przewodnik powiatu żywieckiego z lat 1902-1908. 

## Wyszukiwanie
W AustriaN Newspapers Online jest możliwe wyszukiwanie pełno tekstowe zbiorów z lat 1689-1952. Pełny tekst powstał dzięki optycznemu rozpoznawaniu znaków OCR. Ponieważ jest to proces automatyczny, a część gazet została wydrukowana szwabachą jakość rozpoznawania tekstu jest różna. Skuteczność odnalezienia nazwy lub miejsca można zwiększyć, stosując symbole wieloznaczne. Zbiory można przeszukiwać korzystając z alfabetycznej listy gazet i czasopism, kalendarza/przeglądu lat wydawania danego czasopisma lub tematyki gazet. Można czytać pojedyncze strony lub całe numery z konkretnego dnia, pobrać je w formacie PDF i wydrukować.